# مهران (فرمانده شاپور دوم)
مهران که نامش در اثر یونانی امیانوس مارسلینوس به‌صورت مِرِنا (Merena) ذکر شده، فرماندهٔ ارتش ساسانی در زمان پادشاهی شاپور دوم که در جنگ‌های ایران و روم در قرن چهارم میلادی مشارکت داشت. از جمله فعالیت‌های او فرماندهی ارتش ساسانی در نبرد تیسفون (۳۶۳) بود که در امتداد رودخانه دجله به‌وقوع پیوست.
او یکی از کسانی بود که در تبعات پس از نبرد سامرا کشته شدند. مرگ او ساعاتی پیش از مرگ ژولیان بود.